# Rejowiec (województwo wielkopolskie)
Rejowiec – wieś w Polsce położona w województwie wielkopolskim, w powiecie wągrowieckim, w gminie Skoki.
Wieś założył Andrzej Rey (wnuk Mikołaja Reja) w 1626 r., zakładając jednocześnie parafię ewangelicko-reformowaną. Obecny drewniany kościół poewangelicki zbudowano prawdopodobnie w 1820 r. W kruchcie kościoła znajdują się kalwińskie blachy trumienne z polskimi herbami.
W latach 1975–1998 miejscowość położona była w województwie poznańskim.
W Rejowcu znajduje się baza paliw koncernu PKN Orlen.